# Racing Bulls
Racing Bulls S.p.A. (uradno Visa Cash App Racing Bulls F1 Team, skrajšano Racing Bulls ali VCARB) je italijansko moštvo v svetovnem prvenstvu Formule 1, ki je prvič nastopalo v sezoni 2024. Gre za eno od dveh moštev v Formuli 1, ki sta v lasti avstrijskega konglomerata Red Bull GmbH, poleg moštva Red Bull Racing.
Moštvo je med sezonama 2006 in 2019 nastopalo kot Scuderia Toro Rosso, nato pa med sezonama 2020 in 2023 kot Scuderia AlphaTauri. V sezoni 2024 je bilo znano zgolj kot RB, preden je v sezoni 2025 začelo uporabljati polno ime Racing Bulls.
Moštvo je od začetka sezone 2024 do 9. julija 2025 vodil Laurent Mekies. Od 9. julija 2025 in prestopa Mekiesa k moštvu Red Bull Racing je vodja ekipe Alan Permane.

## Zgodovina

### Ozadje
Korenine moštva Racing Bulls segajo v moštvo Minardi, ki je v Formuli 1 nastopalo med sezonama 1985 in 2005. Moštvo Minardi in njegovo tovarno v italijanskem mestu Faenza je pred začetkom sezone 2006 kupil Red Bull, nakar je bilo ustanovljeno mladinsko moštvo Red Bull Racinga, ki je med sezonama 2006 in 2019 nastopalo kot Scuderia Toro Rosso. Moštvo je bilo znano po tem, da so pri njem v Formuli 1 debitirali mladi dirkači iz programa Red Bulla. Pri Toru Rossu sta nastopala Sebastian Vettel in Max Verstappen, ki sta vsak po prestopu v Red Bull Racing osvojila štiri naslove svetovnega dirkaškega prvaka. Tudi nekdanji dirkač Ferrarija Carlos Sainz Jr. in nekdanji dirkač Red Bull Racinga Daniel Ricciardo sta nastopala pri Toru Rossu, pri čemer se je Ricciardo vrnil v moštvo sredi sezone 2023, ko je nastopalo kot AlphaTauri.
Pred sezono 2020 je bilo moštvo Toro Rosso preimenovano v Scuderia AlphaTauri, da bi promoviralo modno znamko AlphaTauri podjetja Red Bull. Preimenovanje naj bi tudi priznalo, da je moštvo prešlo iz mladinskega moštva Red Bull Racinga v njegovo sestrsko moštvo. Pred sezono 2024 je bilo moštvo preimenovano v Visa Cash App RB F1 Team, saj sta njegova sponzorja postala ameriški finančni podjetji Visa in Cash App. Edd Straw iz spletne revije The Race ga je označil za »najslabše ime ekipe v zgodovini Formule 1« in »sramoto za Red Bull in Formulo 1 kot celoto«, pri čemer je trdil, da imenu RB manjkajo »osebnost, identiteta in ambicija«, da bi ga zlahka zamenjali z Red Bull Racing ter da obstaja zgolj zato, da bi se sponzorji pogosteje omenjali. Že pred začetkom sezone 2025 so pri moštvu potrdili, da bodo začeli tudi uradno uporabljati polno ime Racing Bulls.

### Dirkaški dosežki
Moštvo Racing Bulls je sezono 2024 začelo z obema dirkačema moštva AlphaTauri iz sezone 2023, Danielom Ricciardom in Jukijem Cunodo. Dirkalnik so še naprej poganjali motorji Honda RBPT, ki so bili razviti v sodelovanju Honde in Red Bulla. Po osemnajstih dirkah je Ricciarda kot stalni dirkač zamenjal dotedanji testni in nadomestni dirkač Liam Lawson, ki je pri moštvu AlphaTauri že v sezoni 2023 na petih dirkah nadomestil poškodovanega Ricciarda. Moštvo Racing Bulls je sezono 2024 končalo s 46 osvojenimi točkami, s čimer se je uvrstilo na osmo mesto v skupnem seštevku svetovnega konstruktorskega prvenstva. Najboljšo uvrstitev na posamezni dirki je dosegel Cunoda, ki se je na treh dirkah uvrstil na sedmo mesto.
Lawson je pred sezono 2025 dobil sedež stalnega dirkača pri moštvu Red Bull Racing, kjer je po štirih sezonah zamenjal Sergia Péreza kot moštveni kolega Maxa Verstappna. Sedež moštvenega kolega Cunode pri moštvu Racing Bulls je prevzel novinec Isack Hadjar. Po dveh dirkah v sezoni 2025 so iz Red Bulla sporočili, da bodo Lawsona vrnili v moštvo Racing Bulls, medtem ko bo njegov sedež pri moštvu Red Bull Racing prevzel Cunoda. Hadjar je s šestim mestom na Veliki nagradi Monaka dosegel doslej najvišjo uvrstitev moštva Racing Bulls na posamezni dirki. Ta uspeh je ponovil Lawson na Veliki nagradi Avstrije.